# 李榮標
李荣标，廣東香山縣榄镇人，字赓虞，清朝軍事人物、武進士出身。
光緒十六年，登庚寅恩科第五十四名进士，殿试三甲第五十二名，蓝翎侍卫，授直隶赵州营守备，升补龙固营都司。